# Parupeneus crassilabris
Parupeneus crassilabris là một loài cá biển thuộc chi Parupeneus trong họ Cá phèn. Loài này được mô tả lần đầu tiên vào năm 1831.

## Từ nguyên
Từ định danh crassilabris được ghép bởi hai âm tiết trong tiếng Latinh: crassus ("dày đặc") và labrum ("môi"), vì loài cá này được Valenciennes mô tả là có đôi môi đầy thịt.

## Phân bố và môi trường sống
P. crassilabris có phân bố tập trung ở vùng Đông Ấn - Tây Thái Dương, từ Việt Nam (như cù lao Câu) trải dài về phía đông đến quần đảo Caroline và Tonga, giới hạn phía bắc đến quần đảo Ryukyu (Nhật Bản), giới hạn phía nam đến Tây Úc và Nouvelle-Calédonie.
P. crassilabris sống trên ám tiêu quanh đầm phá và đới sườn dốc của rạn viền bờ, độ sâu đến ít nhất là 83 m. Cá con thường tập trung phổ biến trên nền cát của đới mặt bằng, trong khi cá trưởng thành ưa sống ở những vùng biển có địa hình thẳng dốc.

## Mô tả
Chiều dài cơ thể lớn nhất được ghi nhận ở P. crassilabris là 38 cm. Cá có màu trắng, viền vảy màu vàng hoặc xám ánh vàng, thường lan rộng ra sau thành một đốm vàng. Thân trên có hai đốm đen rất lớn: đốm thứ nhất nằm ngay dưới các gai vây lưng trước, đốm thứ hai nằm dưới khoảng nửa trước của vây lưng sau và lan đến phần gốc vây này. Một vệt đen lớn trên đầu, nằm phía sau và bao quanh một phần mắt, mờ hơn về phía khóe miệng. Vây lưng sau và vây hậu môn có các dải vàng xiên. Vây đuôi có các vệt xanh lam và vàng sẫm.
Số gai vây lưng: 8; Số tia vây lưng: 9; Số gai vây hậu môn: 1; Số tia vây hậu môn: 7; Số tia vây ngực: 15–16.

## Phân loại
P. crassilabris thuộc phức hợp loài Parupeneus trifasciatus (ở Ấn Độ Dương) cùng với Parupeneus insularis (các đảo ở Trung Thái Bình Dương). Nhìn chung, có thể phân biệt được 3 loài này nhờ vào kiểu hình. Chỉ P. crassilabris là có đốm đen trên mắt, hai loài kia thì không có.

## Sinh thái
P. crassilabris thường sống đơn độc, nhưng cũng có thể hợp thành nhóm từ 2 đến 3 cá thể. Thức ăn của chúng bao gồm giáp xác (tôm tít, cua Xanthidae, giáp xác chân chèo), bạch tuộc, giun nhiều tơ và ốc biển.

## Thương mại
P. crassilabris là một loài cá thực phẩm thương mại.